# Salies-de-Béarn
Salies-de-Béarn (tiếng Occitan: Salias) là một xã thuộc tỉnh Pyrénées-Atlantiques trong vùng Nouvelle-Aquitaine miền tây nam nước Pháp.